# 股票
股票（英語：stock）或資本存貨（英語：capital stock）是一种有价证券，股份有限公司將其所有權藉由這種有價證券進行分配。因為股份有限公司需要筹措長期资金，因此將股票發给投资者作为公司资本的部分所有权凭证，成为股东以此获得股利（股票股利）或/且股息（現金股利），並分享公司成长或交易市场波动带来的利润；但也要共同承担公司运作错误所带来的风险。

## 歷史
世界第一張股票在十七世紀由荷兰东印度公司發行。1606年，專事荷蘭與亞洲貿易的「東印度公司」，以阿姆斯特丹為中心，發行650萬荷蘭盾股票，已具備現代股份公司的主要特徵，其運作方式對後世產生重大深遠影響。
當時該公司經營航海事業。它在每次出海前向人集資，航程完成後即將各人的出資以及該航次的利潤交還給出資者。1613年起該公司改為四航次，才派一次利潤。這就是「股東」和「配息」的前身。

## 股票的分類

### 中國大陸
按票面形式，可分為記名股票、無記名股票和有面額股票。
按上市交易所和買賣主體，可分為以下几种：
- A股：正式名称为人民币普通股票。它是由中国大陆的公司发行，供境内机构、组织或个人（不含港、澳地區及台灣籍投资者）以人民币认购和交易的普通股股票。自2013年4月1日起，中国大陆、香港、澳门地區居民和台籍人民均可开立A股账户。
- B股：正式名称为人民币特种股票。它是以人民币标明面值，以外币认购和买卖，在境内（上海及深圳）证券交易所上市交易的股票。在2001年2月前，B股投资人仅限于国外（包含台灣）自然人、法人及其他组织，香港、澳门的自然人、法人和其他组织，定居在国外的中华人民共和国人民，以及中国证监会规定的其他投资人。2001年2月19日之后，中国证监会宣布对内开放B股市场，准许持有合法外汇的境内居民自由开户买卖B股。
- H股：又称境外上市外资股，是境内上市公司在境外发行上市的股份。[3]
- 红筹股：此概念诞生于20世纪90年代初期的香港股票市场。香港投资者和国际投资者把在中华人民共和国境外注册，在香港上市的股票称为红筹股。早期的红筹股，主要是一些中资公司收购香港中小型上市公司后改造而形成的，如“中信泰富”等。之后出现了内地一些省市将其在香港的窗口公司改组并在香港上市后形成的，如“上海实业”、“北京控股”等。红筹股已经成为除B股及H股外，内地企业进入国际资本市场筹资的一条重要渠道。对于红筹股的定义目前主要有两种：
  1. 按照业务区域来区分：如果某个上市公司的主要业务在中国大陆，其盈利中的大部分也来自该业务，那么这家在中国境外注册，在香港上市的股票就是红筹股。国际信息公司彭博资讯所编的红筹股指数就是按照这一标准来遴选的。
  2. 按照权益多寡来区分：如果一家上市公司股东权益的大部分直接来自中国大陆，或具有中国大陆背景，也就是为中资所控股，那么这家在中国境外注册，香港上市的股票就属于红筹股。1997年4月，恒生指数服务公司编制的恒生红筹股指数就是按照这一标准来划定的。[4]

按持股主體，在2005-2006年的股權分置改革以前，可分為國家股，法人股和個人股。
按股东权利，分为優先股和普通股。
按流通状况，分为流通股和非流通股。

### 香港
基於「同股同權」的公平原則，香港自1987年起禁止上市公司發行B股。已發行B股的公司則可以繼續營運。現時，太古股份有限公司是香港唯一的AB股。兩者投票權相等，但B股的面值及所佔權益只是A股的五分一。
香港主要股票交易服务包括非即日股票交易﹑即日股票交易﹑月供股票服务﹑申购新股服务等等。

### 台灣
按股東權利，可分為普通股、特別股。
按股票狀況，可分為普通股、全額交割股。
按交易方式，可分為上市股票（集中市場交易）、上櫃股票（柜台买卖交易）、興櫃股票（即將上市上櫃股票）、未上市上櫃股票。

### 國際
- 按權利及分紅情況，可分為優先股、普通股（A股）、B股[來源請求]。

## 股票交易

### 委託方式
股票交易委託可分為以下幾種：
- 填單委託

交易者通過填寫並遞交交易單委託轉移股份所有權。
- 電話委託

交易者通過電話委託仲介轉移股份所有權。
- 委託機委託

交易者通過特殊的交易所接入設備委託轉移股份所有權。
- 網上委託

互联网產生後，通過股票軟體委託仲介機構對股份所有權進行轉移。

### 交易費用
- 托管费
- 佣金
- 印花税（交易稅）
- 過戶費（手續費）
- 轉託管費

### 競價方式
- 逐筆交易
- 集合競價
- 連續競價

## 投資方法

### 被動投資
被動投資的理論基礎是建立在有效市场假说基礎上的隨機漫步假說，相對於價值投資或者趨勢投資，更大程度上表現出“由市場的不斷發展獲利”。主要表現形式為投資指数基金。

### 價值投資
價值投資是力求從宏觀經濟、行業和具體企業的基本分析企業的內在價值，並以此指導投資的投資方法。其中因傾向不同，又可分為價值投資和成長性投資：
- 價值投資：更傾向于注重投資的安全邊際，往往是投資於低市盈率、低市净率的股票。
- 成長性投資：更傾向於注重目標企業的利潤成長性和可持續性，往往是投資于高市盈率、高市淨率的股票。

這兩種投資方法都是以對企業進行資產估值為前提，相對於目前企業價值而言，較低的股價和良好的盈利成長性都是企業投資價值的一部分，成長性可以通過對企業未來的自由現金流量折現來資料化。由於對企業具體的成長性判斷準確十分困難，在投資的時候，成長性投資者有必要以一定的安全邊際來降低投資風險；價值投資者也必須兼顧企業未來的發展趨勢，否則企業價值有可能隨著時間的推移逐步縮小，使投資虧損，畢竟以清盤目標公司為手段的價值投資並不多見，所以兩者並不矛盾。
著名的價值投資人有彼得·林奇，沃伦·巴菲特等。

### 趨勢投資
趨勢投資是指通過對買賣雙方力量的分析，技術分析等方法研究股票趨勢，波段操作，不以企業的基本面做決策依據或主要依據的投資方法。
由於總是有過多的人進行短期的投機交易，致使短期投機交易往往無利可圖，再考慮到因頻繁買賣而產生的相對高昂的交易費用，使短期投機交易對多數人來講風險比長期持有的價值投資要大。

## 投資組合
投資組合即買入不同股票所組成的集合。在股票市場中能平滑收益和虧損的幅度，有效的降低股票投資的非系統性風險。其原則是在兼顧盈利性的前提下，儘量把不同種類的股票納入組合，比如不同行業，不同規模，不同國家的股票。
根據《當代投資組合理論和投資分析》（Modern Portfolio Theory and Investment Analysis）中的記述，持有單只股票時價格的標準差（波動幅度）是市場總體價格波動幅度的49.2%，持有20只股票組成的投資組合，其標準差為19.2%，而1000只股票組成的投資組合比20只股票的投資組合風險僅下降0.8%。所以20只股票是組成投資組合最佳的持股數量。

## 股市泡沫

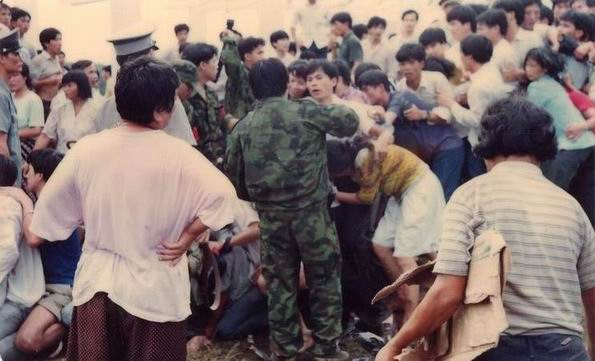
1990年代深圳人們瘋狂搶購股票的情景。這次事件使當時的深圳市發生動盪，並引發中华人民共和国成立以來的第一次股災

金融海嘯道琼斯工业平均指数一度無量下跌

股市泡沫（bubble）指股票交易市場中的股票價格超過其內在的投資價值的現象。一般來說，在股票交易市場上的股票泡沫是一直存在的。現在一般所指的股市泡沫，是指股市中的股票價格超過其內在的投資價值的現象。表現為一個連續過程中，股價急劇上升，其上升使人產生價格將進一步上升的預期，並由此而吸引來大量的僅以買賣價差為獲利手段的投資者，最終使股票價格大幅度脫離其淨值。泡沫的大小並無絕對參考方式，歷史上所有的股市泡沫都是事後才被確認的，股市進入泡沫階段並不意味著它馬上就會下跌或者暴跌，而是意味著此時投資於股市风险更大而回報率更小。
股市泡沫的確定：
- 市盈率（PE）法：而15倍市盈率是一個全球成熟市場的均值，全球大型市場2007年的市盈率罕有地超過20倍的。世界大部分股市在牛市見頂時市盈率都在60倍左右。
- 储蓄收益率比較法：以上市公司總的投資的回報率（淨利潤與市值之比）與一年存款淨收益相比，如果有風險的股票投资收益低於無風險的銀行存款（或國債）收益率，則說明市場已進入泡沫階段。
- 總市值占GDP比重法：在美国股市的最近100年中，這個指標最低為0.4，最高為1.6。高點曾經出現過兩次，第一次是在上世紀30年代“大蕭條”之前，另一次發生在1999年。台湾股市見頂時該指標為1.55，跌到底時為0.48。
- 托賓Q法：以Q值反映當時的投資需求和投資成本。當Q值>1時，新投入的投資成本會較低，從而增加投資需求。當Q<1時，因為市場價格少於資產的內含價值，所以購買現有資產的成本會較高，投資需求會減少。

## 技術分析
- K线
- 移動平均
- 技术指标
- 技术图表
- 相对强弱指数
- 艾略特波浪理论
- 道氏理论
- 布林带
- 支持和阻力（壓力線和支撑线）
- 江恩理论

## 常見股票術語
開盤價、收盤價、最高價、最低價、壓力線、支撑线、K线、美國線、牛市、熊市、长仓、短仓、除息、除权、

## 常見股票指數

### 美國
- 道琼斯工业平均指数
- 納斯達克100指數
- 标准普尔500指数

### 日本
- 日经平均指数

### 英國
- 富时100指数

### 台灣
- 加權股價指數

### 中國大陸
- 上海证券交易所综合股价指数（上证综指）
- 深圳证券交易所成份股价指数（深证成指）
- 沪深300指数
- 创业版指数

### 香港
- 恒生指數
- 恒生中國企業指數（國企指數）

### 歐洲
- 泛欧绩优股指数

### 國際
- MSCI全球股权指数

## 證券交易所
| - 纽约证券交易所（NYSE） - 纳斯达克（NASDAQ） - 美國OTCBB證券市場 - 多伦多证券交易所（TSX） - 加拿大創業板（CDNX） - 溫哥華股票交易所（VSE） - 泛欧证券交易所（EUROnext） - 歐盟股票自動報價市場（EASDAQ） - 英國倫敦股票交易所技術板市場（techMark） - 巴黎證券交易所 - 義大利證券交易所 - 德意志交易所集團 - 斯德哥尔摩证券交易所 - 冰島證券交易所 - 里約熱內盧證券交易所 - 百慕達證券交易所（BSX） | - 上海证券交易所（SSE） - 深圳证券交易所（SZSE） - 香港交易所（HKEx） - 香港創業板（GEM） - 臺灣證券交易所（TWSE） - 臺灣股票櫃檯買賣市場（OTC） - 東京證券交易所（TSE） - 日本股票自動報價市場（JASDAQ） - 韓國證券交易所 - 新加坡交易所（SGX） - 新加坡股票自動報價市場（SESDAQ） - 印尼證券交易所 - 吉隆玻證券交易所（KLSE） - 莫斯科證券交易所 - 澳大利亞證券交易所 - 新西蘭證券交易所 |